# Хосе Васконселос
Хосе Васконселос (ісп. Jose Vasconcelos; 28 лютого 1882, Оахака — 30 червня 1959, Мехіко) — мексиканський історик, філософ і державний діяч.
Народився в Охаки. У 1907 році закінчив юридичний факультет. Входив до літературного гуртку Атеней молоді. У 1910 році Васконселос взяв діяльну участь в Мексиканської революції, підтримуючи Франсиско Мадеро і Панчо Вілью. Кілька разів був змушений емігрувати в Європу і США. Після закінчення революції в президентство Альваро Обрегона був призначений ректором Національного університету Мехіко. Підготовча школа при Університеті (препаратором) — стала колискою нового покоління революційної інтелігенції.
У 1921—1924 рр., Займаючи пост міністра освіти, виконав на цьому терені велику роботу з підвищення рівня освіти народних мас, розгорнувши програму будівництва сільських шкіл і бібліотек, намагаючись налагодити випуск загальнодоступних видань класиків світової літератури. У своїх спогадах Васконселос стверджував, що подібні плани виникли у нього після прочитання повідомлень про діяльність Луначарського. Васконселос також зіграв важливу роль у становленні мексиканського муралізму, покровітельствуя молодим художникам Дієго Рівері, Хосе Клементе Ороско, Давиду Альфаро Сікейрос та ін.
У 1929 році Хосе Васконселос невдало балотувався на пост президента республіки, і після спроби організувати повстання знову отвправілся в добровільне вигнання, подорожуючи по Європі, Азії і Південній Америці. У 1940 році він повернувся на батьківщину. Пізніше став ректором університету в Соноре, потім директором Національної бібліотеки в Мехіко.
Васконселос залишив велике літературну спадщину: роботи з філософії, соціології, історії, есе та автобіографії. У своїх роботах, таких як «Космічна раса» або «Індологія», розробляв концепцію особливої змішаної раси, яка повинна виникнути в процесі метисації народів Південної Америки і якій належить зіграти вирішальну роль у долі людства. Васконселос також написав автобіографічну тетралогію: «Креольська Улісс» (1935), «Буря» (1936), «Розгром» (1938) і «Проконсульство» (1939).